# Alki Larnaka FC
Alki Larnaka FC (řecky: ΑΛΚΗ Λάρνακας) byl kyperský fotbalový klub sídlící ve městě Larnaka. Klub byl založen v roce 1948, zanikl v roce 2014.

## Úspěchy
- Protathlima B' Kategorias ( 4x )
  - 1959/60, 1981/82, 2000/01, 2009/10

## Poslední soupiska
| Číslo |          | Pozice | Hráč                   |
| ----- | -------- | ------ | ---------------------- |
| 5     | Kypr     | O      | Michalis Perikleous    |
| 6     | Kypr     | O      | Pantelis Konomis       |
| 8     | Kypr     | Z      | Marios Charalambous    |
| 9     | Rumunsko | Ú      | Andrei Patranoiu       |
| 10    | Kypr     | Z      | Gerasimos Fylaktou     |
| 14    | Kypr     | Ú      | Stavrinos Constantinou |
| 20    | Kypr     | Z      | Luka Mihajlović        |
| 42    | Kypr     | B      | Mattheos Andreou       |

| Číslo |       | Pozice | Hráč               |
| ----- | ----- | ------ | ------------------ |
| 70    | Kypr  | Ú      | Spyros Andreou     |
| 90    | Kypr  | O      | Antonis Nicolaou   |
| 95    | Ghana | Z      | Yusif Rahman       |
| 96    | Kypr  | Z      | Demetris Christaki |
| 97    | Kypr  | Z      | Alexandros Konnari |
| 98    | Kypr  | Z      | Tasos Andreou      |
| 99    | Kypr  | Ú      | Andreas Anastasiou |

## Účast v evropských pohárech
| Ročník  | Soutěž     | Kolo    | Klub                | Doma | Venku | Celkem |
| ------- | ---------- | ------- | ------------------- | ---- | ----- | ------ |
| 1979/80 | Pohár UEFA | 1. kolo | FC Dinamo București | 0:9  | 0:3   | 0:12   |

## Trenéři
| Jméno               | Nár.   | Od                | Do                |
| ------------------- | ------ | ----------------- | ----------------- |
| Marios Constantinou | Kypr   | 21. března 2010   | 19. října 2010    |
| Itzhak Shum         | Izrael | 21. října 2010    | 11. června 2011   |
| Radmilo Ivančević   | Srbsko | 1. července 2011  | 30. července 2011 |
| Kostas Kaiafas      | Kypr   | 1. srpna 2011     | 4. listopadu 2012 |
| Neophytos Larkou    | Kypr   | 5. listopadu 2012 | 9. dubna 2013     |
| Kostas Kaiafas      | Kypr   | 10. dubna 2013    | 13. března 2014   |
| Vesko Mihajlović    | Srbsko | 13. března 2014   | 6. května 2014    |